# Saraband
Saraband é um telefilme coproduzido por Suécia, Itália, Alemanha, Finlândia, Dinamarca e Áustria, realizado pelo cineasta sueco Ingmar Bergman em 2003. 

## Consideração pelo diretor
Embora comumente considerado como continuação de um de seus filmes anteriores e série de TV, Scener ur ett äktenskap (Cenas de um Casamento) tal designação é desmentida pelo próprio Bergman. Segundo declaração do próprio diretor, o fato de os personagens Johan e Marianne estarem presentes não significa que o filme objetive retratar o que ocorreu com ambos 30 anos depois do fim de Cenas de um Casamento.
Provavelmente para se manter fiel ao espírito de série de TV que caracterizou a “Scener ur ett äktenskap”,  Bergman optou pelo cinema digital de alta-definição em detrimento da clássica película de 35 mm. Ao contrário do filme dos anos 70, que era caracterizado por uma fotografia fria e realista que acompanhava a história de duas pessoas e de quatro casamentos em tempo real, “Saraband”, tem uma fotografia quente, como se remetesse para uma nostalgia que o casal sente quando se reencontra 30 anos depois para relembrar o passado e percebe que os descendentes que os rodeiam vivem problemas semelhantes aos que estes haviam experienciado.
Tendo sido acusado amiúde de não proporcionar o calor e o conforto da película,  o cinema digital consegue provar sem margem de dúvidas em “Saraband” que consegue criar a mesma intimidade e cumplicidade que o seu predecessor conseguia. Apesar de privado da sua “Lanterna Mágica”, a ilusão que o digital proporciona parece servir os propósitos de Bergman. O filme acaba por equilibrar aquilo que perde em textura com aquilo que ganha em definição. A opção de Bergman de prescindir de um Director de Fotografia específico não prejudica o filme, sendo que este consegue manter uma coerência visual ao longo das duas horas de duração.
Existe um sentimento de nostalgia que atravessa todo o filme, independentemente deste ser de facto, ou não uma sequela de “Scener ur ett äktenskap”. Esse sentimento é capturado pelo cineasta de uma forma quente e familiar, usando no início pálidos tons de pastel, castanhos, bordeaux, beijes e cinzentos, como se estivesse a representar aquela que parece ser a estação predilecta de Bergman, o outono. À medida que o fim avança, e as lembranças dos conflitos de Marianne e Johan dão espaço aos conflitos de Henrik e da sua filha Karin, também os tons outonais dão lugar aos incisivos tons brancos e verdes-claros do inverno.